# シオサイ-30 (5号機)
『シオサイ-30』は、2008年11月にパイオニアが開発し、発売を発表した完全告知型の沖スロ5号機。保通協における型式名は「シオサイV-30」。2009年4月には⌀25版の『シオサイV』も追加された。

## 概要
『ゴールドシオ-30』の後継機であり、シオサイシリーズの最新機種（2008年11月現在）。メーカーは初代『シオサイ-30』（4号機）の正統後継機と銘打っている。
本機はシオサイシリーズの演出等を継承（サウンドも初代のものを使用）しつつ、新たな特徴が追加されている。
これまでは採用されていなかったボーナスと小役との重複当選を採用。メーカーは公式ガイドブックなどで、「チェリー出現はチャンス」と謳っている。基本的には単独当選主体となるが、小役当選後のゲームにもボーナスへの期待が持てるようになっている。
天井RT機能も搭載しており、ボーナス間1300ゲームでメダルをほとんど減らさずにプレイできるようになる。また、小役がリプレイを除き全て同時成立となっており、取りこぼしが発生しないようになっている。
有効ラインは5ラインで、通常時は3枚掛けでプレイする。ただし、ビッグボーナス中は1枚掛け、レギュラーボーナス中は2枚掛けとなる。また、1ゲームでの最大払い出し枚数は8枚となっている（ボーナスゲーム中のみ15枚）。
告知はハイビスカス点灯のみが60 %、その他の演出を伴う場合が40 %となっており、告知のタイミングはレバーオン時と第1リール停止時の2種類。第1リール停止時の場合はビッグボーナス確定となる。また、リールサンドランプが緑赤緑（ハイビスカスカラー）やレインボーカラーの場合もビッグ確定となるなどの『ゴールドシオ-30』の告知に加え、新たに右パネルの星の点滅やトップパネルの一瞬消灯が追加されている。
ボーナス図柄はビッグが3種類、レギュラーが1種類で、ビッグは330枚（純増枚数は最大322枚）、レギュラーは224枚（純増枚数は最大207枚）を越える払い出しで終了する。また、どのボーナスが成立したかは告知された次のゲームで右パネルの「ボーナス対応ランプ」により告知される（「7」のランプは両ボーナス共通となっている）。ただし、ランプにはボーナス図柄以外にリプレイに対応するものがあり、これが点灯したゲームではリプレイが優先されるため、ボーナスを揃えることはできない。
『ゴールドシオ-30』と同様、ボーナス中には技術介入要素がある。BIG中は1枚役を回避した方が獲得枚数の減少を最小限に抑えることができ（1枚役成立時にはリールサンドが白く点滅する）、REG中は1度だけベルを獲得すれば最大枚数が獲得できる。BIG中にリールサンドのランプが消えることもあるが、この場合は単なるはずれとなる。

## スペック
| 設定 | BIG確率 | REG確率 | 合成確率 | コイン持ち | 機械割  |
| ---- | ------- | ------- | -------- | ---------- | ------- |
| 1    | 1/318   | 1/655   | 1/214    | 35.0 G     | 94.0 %  |
| 2    | 1/303   | 1/630   | 1/204    | 35.3 G     | 96.7 %  |
| 3    | 1/289   | 1/618   | 1/197    | 35.7 G     | 99.1 %  |
| 4    | 1/275   | 1/574   | 1/186    | 36.2 G     | 102.8 % |
| 5    | 1/266   | 1/528   | 1/177    | 36.4 G     | 105.5 % |
| 6    | 1/256   | 1/496   | 1/168    | 36.5 G     | 108.2 % |

※各数値はメーカー発表値。